# Jan Eisenloeffel
Jan Eisenloeffel, född 10 januari 1876 i Amsterdam, död där 17 september 1957, var en nederländsk silversmed och konsthantverkare.
Eisenloeffel hade egen verksamhet i Amsterdam från 1902. Från 1908 var han verksam i Tyskland men återvände sedan till Nederländerna. Eisenloeffel uppmärksammades vid konstindustriutställningen i Turin för sina kaffe- och teserviser i metall.

### Fotnoter
1. 1 2  RKDartists, RKDartists-ID: 25842, läst: 23 augusti 2017.[källa från Wikidata]
2. 1 2  Jan Eisenlöffel, Biografisch Portaal (på nederländska), Biografisch Portaal-nummer: 81270615.[källa från Wikidata]
3. 1 2  Eisenlöffel, Jan, Grove Art Online, 13 december 2017, 10.1093/GAO/9781884446054.ARTICLE.T025733.[källa från Wikidata]
4. 1 2 3 4 5 6  läs online, hedendaagsesieraden.nl  .[källa från Wikidata]
5. 1 2  RKDartists, RKDartists-ID: 25842, läst: 18 november 2021.[källa från Wikidata]
6. ↑  Kennisbank Capriolus, läs online, läst: 29 december 2021.[källa från Wikidata]
7. ↑  läs online, hedendaagsesieraden.nl  .[källa från Wikidata]
8. 1 2  Leo van de Pas, Genealogics, 2003, läs online och läs online.[källa från Wikidata]